# Antonio Cebà Grimaldi
Antonio Cebà Grimaldi (ur. 1640 w Genui, zm. 1717 tamże) – polityk genueński.
Przez okres od 1 sierpnia 1703 do 1 sierpnia 1705 roku Antonio Cebà Grimaldi pełnił urząd doży Genui.